# Moumi Sébergué
Moumi Sébergué (* 7. Dezember 1977) ist ein ehemaliger tschadischer Leichtathlet. Er war spezialisiert auf den Sprint.
Sébergué trat bei den Olympischen Sommerspielen 2000 in Sydney und 2008 in Peking im Wettbewerb über 100 m an. 2008 kam er in den Vorläufen auf Platz sieben. Er erreichte eine Zeit von 11,14 s.